# Paraíso do Tocantins
Paraíso do Tocantins este un oraș în Tocantins (TO), Brazilia.